# Piero Niro
Piero Niro (Baranello, 18 maggio 1957) è un compositore, pianista e direttore artistico italiano.

## Biografia
Ha studiato composizione con Guido Turchi, Domenico Guaccero e Irma Ravinale e pianoforte con Elio Solìmini diplomandosi al Conservatorio Santa Cecilia di Roma (in pianoforte nel 1981, in composizione nel 1983). Successivamente ha studiato all'Accademia nazionale di Santa Cecilia a Roma diplomandosi nel 1986 con Franco Donatoni. Si è perfezionato con Karlheinz Stockhausen. Ha conseguito la Laurea in Filosofia presso l'Università Tor Vergata di Roma. Nel 1985 ha vinto il Concorso di Composizione Ennio Porrino di Cagliari.
Le sue composizioni sono state eseguite in Italia e all'estero, trasmesse dalla Rai e da Radio France e registrate su Cd RCA-BMG Ariola e Edipan. È docente di Composizione al Conservatorio Lorenzo Perosi di Campobasso.
Dal 1999 al 2001 ha fatto parte del consiglio direttivo dell'associazione Nuova Consonanza di Roma ed è stato, dal 2005 al 2016, Direttore artistico degli Amici della Musica di Campobasso.
Dal 2012 è Direttore artistico del CIDIM - Comitato Nazionale Italiano Musica e dal 2015 è Vice Presidente dell'AIAM - Associazione Italiana Attività Musicali.
Nel 2008 ha dato alle stampe il volume Ludwig Wittgenstein e la musica (Edizioni Scientifiche Italiane, ISBN 9788849515541).

## Opere scelte
- Parentesi (parodia per una pantomima) per violino, contrabbasso, chitarra, pianoforte, metronomo e due cartelli (1980)
- Palindromo per due pianoforti, due fisarmoniche, celesta e orchestra d'archi (1981)
- Frammenti per grande orchestra (1983)
- Parafrasi per sette strumenti (1984)
- Quartetto d'archi (1985)
- Improvvisazione per pianoforte (1985)
- Ottetto per flauto, oboe, clarinetto, fagotto e quartetto d'archi (1986)
- Tre pezzi per pianoforte (1987)
- Metamorfosi per nove strumenti (1989)
- Game per sette strumenti (1989)
- Lirica (su testo di Sandro Penna) per voce femminile e pianoforte (1991)
- Il fantasma dell'opera (commento musicale per l'intera proiezione dell'omonimo film muto di Rupert Julian) per flauto, oboe, clarinetto, corno, fagotto e fisarmonica (1992)
- Texture per quattro percussionisti (1992)
- White und jingle (divertimento su temi natalizi) per flauto, oboe, fagotto e pianoforte (1992)
- Piccola Suite per orchestra (dalle musiche per il Film "The Phantom of the Opera" di Rupert Julian) (1993)
- ...e segrete sillabe... per flauto, clarinetto, pianoforte, arpa e quartetto d'archi (1993)
- ...e paure d'ombre e di silenzi... per otto strumenti a fiato (1993)
- È solo questione di numeri (piccola opera buffa in un atto e due quadri liberamente tratta da un racconto di Achille Campanile) (1996)
- Cadenza per clarinetto (1998)
- Christmas Rhapsody per grande orchestra (1999)
- Rama per zampogna e orchestra (2000)
- Tre Variazioni su "Tu scendi dalle stelle" per grande orchestra (2000)
- Danza molisana per zampogna e orchestra (2000)
- Ciociacconaria per organetto in sol, flauto e clarinetto (2001)
- Jubilus per orchestra (2002)
- Orizzonte per soprano, clarinetto e pianoforte (2003)
- Ventuno Luglio a Genova per voce recitante e pianoforte (2003)
- Invenzioni per chitarra (2003)
- Concerto per orchestra (2003)
- Note per orchestra per grande orchestra (2012)
- Assemblage per orchestra (2013)
- Note per Lipizer per violino e pianoforte (2018)
- Note per I Musici per orchestra d'archi (2019)
- Note per quattro per violino, viola, violoncello e pianoforte (2019)